# Ravager (deutsche Band)
Ravager ist eine Thrash-Metal-Band aus Walsrode, Niedersachsen, die Ende 2014 gegründet wurde.

## Geschichte
Marcel Lehr begann sich mit knapp 13 Jahren für Heavy Metal zu interessieren und alsbald selbst E-Gitarre zu spielen. Er sammelte Erfahrungen in einer Band, der auch der Bassist André Sawade angehörte. Später, nicht mehr in diese Gruppe involviert und auf der Suche nach einem neuen Betätigungsfeld, lernte er den ebenfalls in keiner Band aktiven Gitarristen Dario Rosenberg kennen. Er schlug ihm vor, gemeinsam eine eigene Band zu gründen. So stellten sie Ende 2014 Ravager zusammen. Jeder der beiden rekrutierte einen ehemaligen Mitstreiter aus vergangenen Tagen: Lehr holte Sawade und Rosenberg brachte den Sänger Philip Herbst ein. Die vier motivierten Musiker fanden schnell einen geeigneten Proberaum und begannen, erste Lieder zu schreiben, jedoch gestaltete sich die Suche nach einem Schlagzeuger als schwierig. Durch die Notlage angetrieben und aus einem schon länger bestehenden Interesse heraus, entschied sich Sawade dazu, den Posten des Schlagzeugers zu übernehmen. Die entstandene Lücke am Bass konnte durch einen weiteren Instrumentenwechsel, diesmal von einem neu hinzugekommenen Mitglied, ausgefüllt werden. Justus Mahler nämlich beherrschte zwar beide Instrumente, bevorzugte aber die Gitarre und ließ sich erst nach längeren Gesprächen zum Bassspiel überreden.
Endlich komplett, spielte die Band erste lokale Konzerte und begann Ende 2015 die 4-Track-EP Alarm Clock Terror aufzunehmen, an welcher Lehr den Haupt-Songwriteranteil besitzt und die am 12. März 2016 in Eigenregie veröffentlicht wurde. Danach weitete die Band ihre Konzerttätigkeit überregional aus und spielte auch erstmals im Ausland, in Luxemburg. Im Februar 2017 wurde das Musikvideo zu dem Lied Dr. Mad vorgestellt, das von Maurice Swinkels produziert worden war. Ihr erstes Album Eradicate... Annihilate... Exterminate... wurde am 17. Februar 2017 über Iron Shield Records veröffentlicht.

## Diskografie
- 2016: Alarm Clock Terror (EP, Eigenveröffentlichung)
- 2017: Eradicate... Annihilate... Exterminate... (Album, Iron Shield Records)
- 2019: Thrashletics (Album, Iron Shield Records)
- 2021: The Third Attack (Album, Iron Shield Records)

## Videos
- 2017: Dr. Mad
- 2018: Thrashletics (Out Of Hell)
- 2018: Pit Stop - Don´t Stop In The Pit!
- 2019: Dead Future
- 2021: The Third Attack